# Phenthoat
Phenthoat ist ein 1:1-Gemisch (Racemat) zweier isomerer chemischer Verbindungen aus Gruppe der Thiophosphorsäureester und ein von Montecatini (heute Isagro) 1961 eingeführtes Insektizid und Akarizid.

## Gewinnung und Darstellung
Phenthoat kann durch Reaktion von α-Phenyl-α-bromethylacetat mit O,O-Dimethyldithiophosphorsäure (DMPA) gewonnen werden.

## Verwendung
Phenthoat (Handelsnamen Cidial, Elsan, Papthion) wurde als nicht-systemisches Insektizid und Akarizid mit Kontakt- und Fraßwirkung verwendet. Wie alle Organophosphate wirkt es über die Hemmung der Acetylcholinesterase im Nervensystem der Insekten. Phenthoat hat ein breites Wirkungsspektrum.

## Zulassungsstatus
In den Staaten der EU und in der Schweiz sind keine Pflanzenschutzmittel mit diesem Wirkstoff zugelassen.